# 329
329（三百二十九、さんびゃくにじゅうきゅう）は自然数、また整数において、328の次で330の前の数である。

## 性質
- 329は合成数であり、約数は 1, 7, 47, 329 である。
  - 約数の和は384。
- 106番目の半素数である。1つ前は327、次は334。
- 各位の和が14になる19番目の数である。1つ前は293、次は338。
- 329 = 12 + 22 + 182 = 22 + 62 + 172 = 22 + 102 + 152 = 32 + 82 + 162 = 42 + 122 + 132 = 82 + 112 + 122
  - 3つの平方数の和6通りで表せる7番目の数である。1つ前は326、次は342。(オンライン整数列大辞典の数列 A025326)
  - 異なる3つの平方数の和6通りで表せる2番目の数である。1つ前は314、次は374。(オンライン整数列大辞典の数列 A025344)

## その他 329 に関連すること
- 道路標識329は、徐行。
  - 329の2は、前方優先道路。
- 年始から数えて329日目は11月25日、閏年は11月24日。
- ブルース (USS Bruce, DD-329) は、アメリカ海軍の駆逐艦。
- クレッチマー (USS Kretchmer, DE-329) は、アメリカ海軍の護衛駆逐艦。
- チュブ (USS Chub, SS-329) は、アメリカ海軍の潜水艦。